# 北方バスターミナル

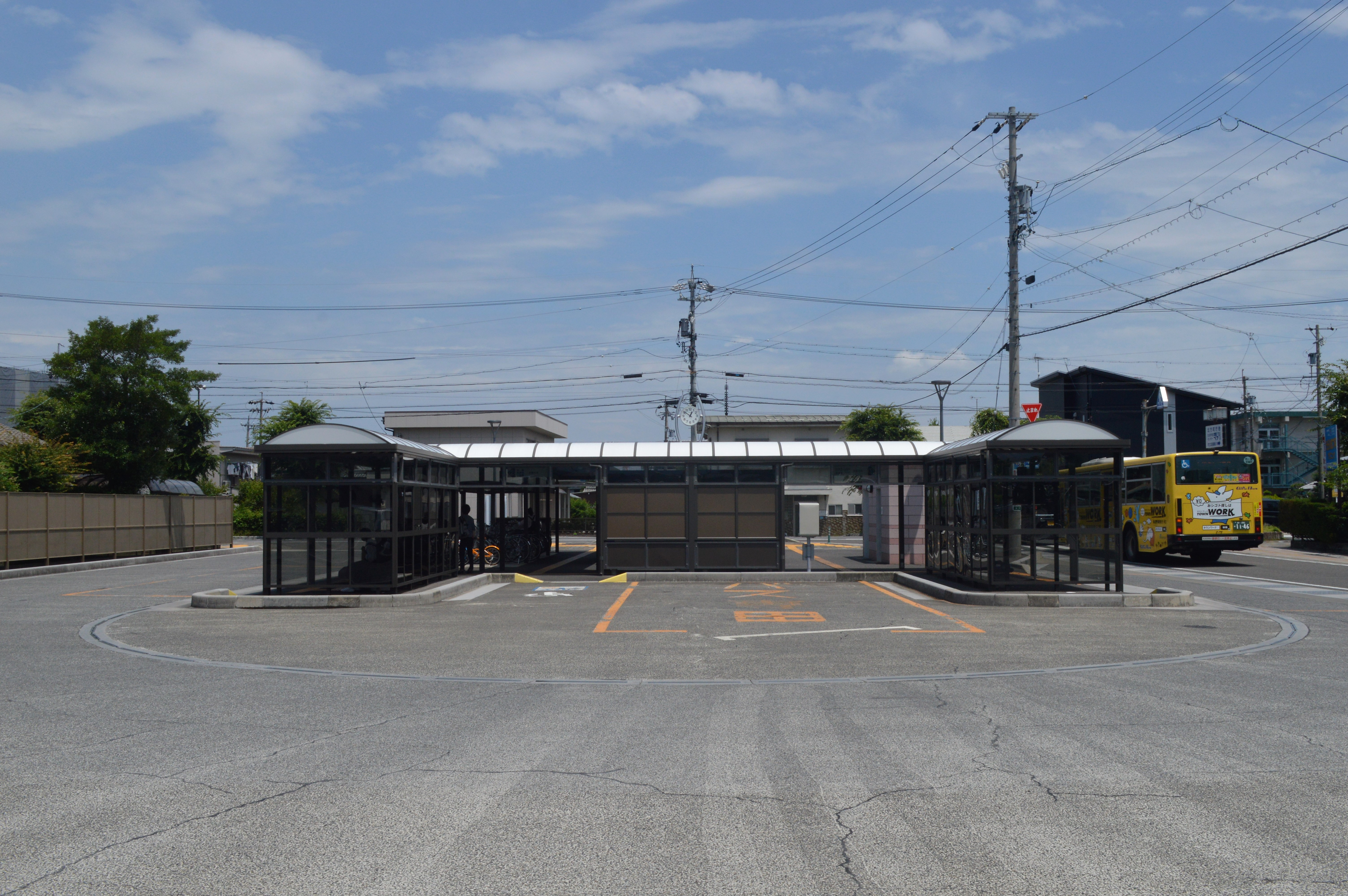
北方バスターミナル

北方バスターミナル（きたがたバスターミナル）は、岐阜県本巣郡北方町北方にあるバスターミナル。
北方町が整備し、「北方百年記念通り」バス停を改称したバスターミナルである。但し当時岐阜バスが作成したパンフレットの路線図には北方百年記念通りを廃止して北方バスターミナルを新設したように描かれていた。2010年（平成22年）4月1日運用開始。

## 概要
名鉄揖斐線廃止により、北方町の公共交通機関は岐阜バスのみとなっていた。北方町内を運行する路線（岐阜市・瑞穂市 - 北方町・本巣市・大野町）は複雑であることから、北方町が公共交通機関の拠点施設の設置を決定、これにより新設されたバスターミナルである。これと同時に岐阜バスは路線を再編、北方町内を運行する殆どの路線が北方バスターミナルを経由することとなる。
バスターミナル内には乗降場（2箇所）が設置され、1番のりばが岐阜市・瑞穂市方面、2番のりばが本巣市・大野町方面である。その他の施設として待合所、多目的トイレ、無料駐輪所がある。また、近くの役場前駐車場にバスターミナル利用者の優先駐車スペースが設置されている。
土地は、北方町が県営北方住宅の敷地の一部を岐阜県から借り受けている。
2016年（平成28年）5月6日新設された北方町・新町庁舎（地方公共団体）は計画段階で隣接する様にしていた。また、北方町立図書館・「北方町生涯学習センターきらり」も位置的に集約している。

## 乗り場案内

### 1番のりば
- 大野忠節線・モレラ忠節線
  - 忠節橋経由：岐阜農林高校北 - 下尻毛 - 島消防署前 - 忠節 - 西野町 - 千手堂 - 徹明町 - 名鉄岐阜 - JR岐阜[C]

- 真正大縄場線
  - 島大橋・大縄場大橋経由：曽我屋 - 大縄場大橋西 - 福祉センター保健所 - 千手堂 - 徹明町 - 名鉄岐阜 - JR岐阜[O]

- 北方河渡線
  - 河渡橋経由：高屋 - 鏡島精華3丁目 - 岐阜市民病院 - 千手堂 - 徹明町 - 名鉄岐阜 - JR岐阜[G] - 加納駅前 - 下川手[E18]

- 大野穂積線
  - 高屋 - バロー穂積店 - 瑞穂市役所 - 穂積駅

### 2番のりば
- 大野忠節線
  - みどり公園 - 政田 - 黒野八幡町 - 大野バスセンター[C39]
  - みどり公園 - 政田 - イオンタウン本巣 - パレットピアおおの[C35]

- モレラ忠節線・大野穂積線
  - 高砂町 - モレラ岐阜[C36] - 糸貫公民館･モレラ南口 - 土貴野 - 黒野八幡町 - 大野バスセンター[C30]

- 真正大縄場線
  - アピタ北方前 - 宗慶 - しんせいほんの森 - 黒野八幡町 - 大野バスセンター[O85]
  - アピタ北方前 - 宗慶 - しんせいほんの森 - イオンタウン本巣[O81] - 西濃厚生病院[O82]

- 北方河渡線
  - 岐阜農林高校前 - 芝原6丁目[G61]

- 本巣市営バス真桑線：火・木・土曜日運行
  - 左回り
    - 堀部クリニック - 糸貫内科クリニック - モレラ岐阜

  - 右回り
    - 大塚古墳公園 - みどり公園 - 北方真桑駅 - 本巣市役所 - もとまるパーク - モレラ岐阜